# チバ☆スタ
チバ☆スタは、NHK千葉放送局がFMで千葉県向けに年4回程度の不定期で公開生放送しているラジオ番組である。

## 概要
2011年4月改編に合わせてスタート。
NHK千葉放送局はそれまでにも、2012年4月改編で終了した昼前の情報番組『まるごと千葉60分』で、随時金曜日を中心に放送局ロビーを市民に開放しての公開生放送・収録を行ったが、これとはまたタイプが異なる番組である。
毎回千葉県内市町村の中から一つの市町村にスポットを当て、名物人物やパフォーマー・アーティストを多数招きその市町村のお国自慢を繰り広げるほか、メインパーソナリティやゲストのタレントを交えたトークや歌のライブを展開する。

## 放送媒体日時
- NHK千葉FM：土曜日（年4回程度[2]）14:00 - 16:00（JST）
『アニソン・アカデミー』を差し替え。『アニソン・アカデミー』は近隣都県のNHK-FM[3]か、NHKが利用しているIPサイマルラジオサービス2者のうちのいずれか（NHKネットラジオ らじる★らじる（8ブロックに分かれた拠点局から選択して聴取）・radiko（東京・渋谷から配信される東京都域放送のみ聴取可能））で聴く形となる。

## 進行役
- はなわ（タレント。2012年度から参加）
- 北林きく子（千葉局キャスター）
2012年度はこの番組専従。
- 千葉局男性アナウンサー（非管理職）
  - 関口健（開始から2012年7月まで。前橋局へ転勤のため）
  - 厚井大樹（2012年9月から）

## 公開生放送・収録への参加
放送が確定し次第、NHK千葉のホームページを通して募集を行う。インターネットからは抽選で100名（2名まで入場可能）、電話の場合は受付開始時刻から先着順に50名（4名まで入場申し込み可能）が招待される。ただし応募は1回の放送ごとに1人1回とする。また18歳未満は保護者同意必要。招待券は1人につき1枚配布される。
また、応募の際の必要事項の記入漏れや、架空・第三者の氏名・住所などでの申し込み（成りすまし）、およびネットオークション転売目的での応募は全て無効とし、ネットオークション転売が発覚した場合は以後抽選対象から外される。